# Lijst van betekenissen van namen van hemellichamen
Manen, planeten en andere hemellichamen worden al eeuwen door de mensheid bestudeerd. Oorspronkelijk kregen zij vaak de naam van bijvoorbeeld een mythologische godheid. Toen de Italiaanse astronoom Galileo Galilei in 1610 vier manen rondom Jupiter ontdekte (tegenwoordig bekend als de Galileïsche manen), nummerde hij hen aanvankelijk met de Romeinse cijfers I, II, III en IV. De Duitse astronoom Simon Marius ontdekte de manen rondom dezelfde tijd, maar publiceerde er pas in 1614 over, waarbij hij ze –naar de suggestie van Johannes Kepler– de namen van vier godinnen uit de Griekse mythologie gaf die bemind werden door Zeus, het Griekse equivalent van de Romeinse god Jupiter. Hiermee ontstond de conventie om de planeten naar Romeinse goden te vernoemen, maar hun manen naar Griekse goden.
Nieuw ontdekte hemellichamen en manen krijgen eerst een voorlopige aanduiding, zoals S/2006 S5. Na enkele maanden of jaren, wanneer het bestaan van een nieuw ontdekte maan is bevestigd en haar baan is berekend, wordt een permanente naam gekozen, door de werkgroep Planetary System Nomenclature van de IAU, zoals is dit voorbeeld Loge voor S/2006 S5 ook geschreven al S/2006 S 5. Deze code geeft aan dat dit de vijfde satelliet (S/) van Saturnus (S) is die in het jaar 2006 ontdekt werd. Voor planetoïden geldt een ander schema, zie hiervoor het artikel naamgeving van planetoïden. En ook sinds 2009 is er een nieuwe planeet ontdekt .

## Planeten

### Mercurius
Genoemd naar Mercurius, de Romeinse god van de handel en boodschapper der goden.

### Venus
Genoemd naar Venus, de Romeinse godin van de liefde en schoonheid.

### Aarde
Het Nederlandse woord aarde betekent letterlijk "zand" en wordt voor het eerst aangetroffen in het Middelnederlands rond 1237 als erde. Het stamt af van het geconstrueerde proto-Germaanse *erþō, te vergelijken met het Griekse era. De betekenis werd later opgerekt tot 'grond', 'droog land', 'de menselijke samenleving' (ten opzichte van religieuze concepten over andere werelden) en uiteindelijk 'de wereld' in de zin van de gehele planeet waarop de mensheid leeft. Toen ontdekt werd dat deze planeet een hemellichaam was net zoals andere objecten in het zonnestelsel zoals de Maan, de Zon en andere planeten, is men Aarde in wetenschappelijke context steeds vaker met een hoofdletter gaan schrijven.

#### maan
Maan: Het woord maan met een kleine letter wordt tegenwoordig gebruikt om alle natuurlijke satellieten van planeten mee aan te duiden, maar oorspronkelijk gold deze naam alleen voor de Maan die om de Aarde draait, die heden in wetenschappelijke context met een hoofdletter wordt geschreven. Het woord is in het Middelnederlands voor het eerst aangetroffen rond 1240 als mâne, te vergelijken met mâno in het Oudnederfrankisch, Oudsaksisch en Oudhoogduits. Dit wordt herleid tot de Indo-Europese wortel mê-, wat "meten" betekent. Daarom zou maan 'tijdmeter' betekenen. Onder meer Tacitus meldde dat de Germanen de Maan inderdaad gebruikten om de tijd te meten naar nachten.

### Mars
Genoemd naar Mars, de Romeinse oorlogsgod.

#### manen van Mars
- Phobos: phobos is Grieks voor angst en de God van de angst.
- Deimos: deimos is Grieks voor schrik en de God van de schrik.

### Jupiter
Genoemd naar de Romeinse oppergod Jupiter.

#### manen van Jupiter

##### De vier Galileïsche manen
- Callisto: Callisto is genoemd naar Callisto, een van de vele geliefden van Zeus.
- Europa: Deze Galileïsche maan is genoemd naar de beroemde Europa, het meisje op wie Zeus erg verliefd was en zich daarom als stier "verkleedde".
- Io: Io was de dochter van de riviergod Inachus, en had een kortstondige relatie met Zeus.
- Ganymedes: Deze grootste maan is genoemd naar de mythische Ganymedes, zoon van Tros, stichter van Troje.

##### Kleinere, later ontdekte manen
- Adrastea: deze maan is genoemd naar de dochter van de mythologiesche Jupiter en Ananke.
- Aitne: Aitne is genoemd naar de Griekse godin van de bergen Aitne, waarnaar ook de Etna, de vulkaan op Sicilië haar naam te danken heeft.
- Amalthea: Amalthea was in de Griekse mythologie de nimf, die Jupiter als kind, geitenmelk voedde.
- Ananke: Ananke was een van de geliefden van Zeus.
- Aoede: Aoede was een van de Muzen.
- Arche: een van de Muzen.
- Autonoe: Autonoe was de zuster van Semele, een geliefde van Zeus.
- Callirrhoe: Callirrhoe was de moeder van Ganymedes, en vrouw van de stichter van Troje.
- Carme: Carme is de moeder van Britomartis en Zeus was de vader.
- Chaldene: Chaldene was een van de vele geliefden van Zeus.
- Cyllene: Cyllene is genoemd naar Kyllene, een Griekse nymf.
- Elara: Elara van behalve een geliefde van Zeus ook de moeder van de reus Tityus.
- Erinome: Erinome was de dochter van Celes uit de Griekse mythologie.
- Euanthe: De moeder van de Charites uit de Griekse mythologie.
- Eukelade: een van de Muzen.
- Euporie: Euporia was een Griekse godin.
- Eurydome: Eurydome was een van de Charites.
- Harpalyke: Zij was bij de Grieken de dochter van Klymene.
- Hegemone: Hegemone was een van de Charites.
- Helike: Deze maan is genoemd naar de Oud-Griekse stad Helike ('Ελικη).
- Hermippe: Hermippe was een geliefde van Zeus.
- Himalia: Himalia was in de Griekse mythologie een nimf, en een geliefde van Zeus.
- Iocaste: zij was bij de Grieken de moeder van Oedipus.
- Isonoe: een van de Danaiden en een geliefde van Zeus.
- Kale: Kale was een van de Charites uit de Griekse mythologie.
- Kallichore: óf een van de Muzen, óf een van de nymfen die Dyonisus verzorgden.
- Kalyke: Kalyke was een geliefde van Zeus.
- Leda: Ook deze maan is een geliefde van Zeus.
- Lysithea: ook Lysithea was een geliefde van Zeus.
- Megaclite (maan): Megaclite was een van de geliefden van Zeus.
- Metis Metis is genoemd naar de eerste vrouw van Zeus, uit de Griekse mythologie.
- Mneme: Mneme werd genoemd naar een der Muzen.
- Orthosie: Een van de Horae.
- Pasiphae: uit de Griekse mythologie de moeder van de Minotaurus, waarvan Minos de vader was.
- Pasithee: Pasithee was een van de Charites.
- Praxidike: ook Praxidike was een geliefde van Zeus.
- Sinope:Uit de Griekse mythologie de nimf, dochter van Asopus.
- Sponde: Sponde was een der Horae.
- Taygete: Thaygete was een van de Pleiaden en een geliefde van Zeus.
- Thebe: Thebe was in de oudheid een nimf, dochter van de god Asopus.
- Thelxinoe: Thelxinoe is volgens de Grieken een der Muzen.
- Themisto: Themisto was een geliefde van Zeus.
- Thyone: ook Thyone was een geliefde van Zeus.
- S/2003 J 3: dit is een voorlopige aanduiding.
- S/2000 J 11: dit is een voorlopige aanduiding.
- S/2003 J 18: dit is een voorlopige aanduiding.

### Saturnus
Genoemd naar Saturnus de Romeinse god van de oogst.

#### manen van Saturnus
- Albiorix: Albiorix is genoemd naar een Keltische god, beter bekend als Toutatis
- Atlas: genoemd naar de gelijknamige god die volgens de Grieken de wereld op zijn schouders draagt.
- Calypso: genoemd naar de belangrijkste vrouw op het vrouweneiland waar Odysseus aanspoelt tijdens zijn reis naar Ithaca.
- Dione: Dione was een van de Titanen.
- Enceladus: genoemd naar een van de Giganten.
- Epimetheus: de broer van Prometheus, uit de Griekse mythologie.
- Erriapus: Erriapus was een reus uit de Keltische mythologie.
- Helene: Helene is genoemd naar Helena van Troje, om wie de hele Trojaanse Oorlog zou zijn gevoerd.
- Hyperion: Hyperion was een van de Titanen.
- Iapetus: Uit de Griekse mythologie een der Titanen.
- Ijiraq: Genoemd naar Ijiraq, een held uit de Inuit-mythologie.
- Janus: genoemd naar de Romeinse god met twee gezichten, om te kijken wie het huis in en uit ging. Zie ook januari
- Kiviuq: (Qiviuq/Kivioq), Kiviuq was in de Inuit-mythologie een legendarische heroïsche Inuk (een soort Inuit), en had een zeer lang leven. Tijdens zijn leven maakte hij veel avonturen mee.
- Methone: een van de Alkyoniden.
- Mimas: reus uit de Griekse mythologie, zoon van Uranus en Gaia.
- Mundilfari: genoemd naar een reus uit de Noordse mythologie.
- Narvi: Vernoemd naar Narfi de zoon van Loki uit de Noordse mythologie.
- Paaliaq: Paaliaq was bij de Inuit een reus.
- Pallene: ook een van de Alkyoniden.
- Pan: genoemd naar Pan, de zoon van Hermes, en god van de herders.
- Pandora: zij is uit de Griekse mythologie de eerste vrouw op aarde en bracht de doos van Pandora mee, een enge, duistere doos.
- Phoebe: Genoemd naar een van de Titanen, broers en zussen van Kronos.
- Polydeuces: Polydeuces is een andere naam voor Pollux, de broer van Castor.
- Prometheus: deze maan is genoemd naar de Griek, die het vuur aan de mensen gaf, en daarvoor zwaar bestraft werd.
- Rhea: Rhea is genoemd naar een der Titanen.
- Siarnaq: genoemd naar een reus uit de sagen van de Inuit.
- Skathi: Skadi was in de Germaanse en Noorse mythologie de godin van de jacht en de winter.
- Suttungr: genoemd naar een dichtend figuur uit de Noordse mythologie.
- Tarvos:
- Telesto: betekent: "succes", en was een dochter van Oceanus en Thetys.
- Tethys: genoemd naar de moeder van Achilles.
- Thrymr: Thrymr is vernoemd naar Þrymr; koning van de ijsreuzen in de Noordse mythologie
- Titan: Genoemd naar 'Titan', waaraan ook de Titanen hun naam te danken hebben.
- Ymir:
- S/2004 S 7: Dit is een voorlopige aanduiding.
- S/2004 S 8: Dit is een voorlopige aanduiding.
- S/2004 S 9: Dit is een voorlopige aanduiding.
- S/2004 S 12: Dit is een voorlopige aanduiding.
- S/2004 S 14: Dit is een voorlopige aanduiding.
- S/2004 S 18: Dit is een voorlopige aanduiding.
- S/2004 S 16: Dit is een voorlopige aanduiding.

### Uranus
Genoemd naar Uranus, de Griekse god van de hemel.

#### manen van Uranus
- Ariel: Ariel is waarschijnlijk genoemd naar een karakter uit Alexander Popes gedicht The Rape of the Lock maar het is ook mogelijk dat Ariel is genoemd naar een nimf uit Shakespeares stuk The Tempest.
- Belinda: genoemd naar Belinde, de heldin uit Alexander Popes gedicht The Rape of the Lock.
- Bianca: genoemd naar Bianca, de zus van Katherina, uit Shakespeares stuk The Taming of the Shrew.
- Caliban: genoemd naar Caliban, de misvormde bediende van Prospero uit Shakespeares stuk The Tempest.
- Cordelia: genoemd Naar Cordelia, de dochter van King Lear uit Shakespeares stuk King Lear.
- Cressida: genoemd naar Cressida, de dochter van een Trojaanse priester uit Shakespeares stuk Troilus and Cressida.
- Cupid: genoemd naar Cupid, een figuur in het stuk Timon of Athens van William Shakespeare.
- Desdemona: genoemd naar Desdemona, de echtgenote van Othello uit Shakespeares stuk Othello.
- Ferdinand: genoemd naar Ferdinand, zoon van de koning van Napelsuit Shakespeares stuk The Tempest.
- Francisco: genoemd naar Francisco, een landheer uit Shakespeares stuk The Tempest.
- Juliet: genoemd naar Juliet, de vrouwelijke hoofdpersoon uit Shakespeares stuk Romeo en Julia.
- Margaret: genoemd naar Margaret, de dienares van de held uit Shakespeares stuk Much Ado About Nothing.
- Miranda: genoemd naar Miranda, de dochter van de tovenaar Prospero uit Shakespeares stuk The Tempest.
- Oberon: genoemd naar Oberon, de elfenkoning in A Midsummer Night's Dream.
- Ophelia: genoemd naar Ophelia, de dochter van Polonius uit Shakespeares stuk Hamlet.
- Portia: genoemd naar Portia, de heldin uit Shakespeares stuk The Merchant of Venice.
- Prospero: genoemd naar Prospero, de hoofdpersoon uit Shakespeares stuk The Tempest.
- Puck: genoemd naar Puck, een fee uit Shakespeares stuk A Midsummer Night's Dream.
- Rosalind: genoemd naar Rosalind, de dochter van een hertog en een van de hoofdpersonages uit Shakespeares stuk As You Like It.
- Setebos: genoemd naar Setebos, de god die aanbeden werd door Caliban en Sycorax uit Shakespeares stuk The Tempest.
- Stephano: genoemd naar Stephano, de alcoholistische butler uit Shakespeares stuk The Tempest.
- Sycorax: genoemd naar Sycorax, een heks uit Shakespeares stuk The Tempest; zij is daarin de moeder van Caliban.
- Titania: genoemd naar Titania, de elfenkoningin uit A Midsummer Night's Dream van Shakespeare.
- Trinculo: genoemd naar Trincolo, de nar uit Shakespeares stuk The Tempest.
- Umbriel: genoemd naar Umbriel, een karakter uit Alexander Popes gedicht The Rape of the Lock.

### Neptunus
Genoemd naar Neptunus, de Romeinse god van de zee.

#### manen van Neptunus
- Despina: genoemd naar een nimf uit de Griekse mythologie.
- Galatea: genoemd naar een van de Nereïden.
- Halimede: genoemd naar een van de Nereïden
- Laomedeia
- Larissa
- Naiad: genoemd naar de Naiaden, nimfen die in de Griekse mythologie worden geassocieerd met bronnen, putten en beekjes.
- Nereïde
- Neso: genoemd naar een van de Nereïden
- Proteus
- Psamathe: genoemd naar een van de Nereïden
- Sao: genoemd naar een van de Nereïden
- Thalassa: genoemd naar de Thalassa, een Griekse oergodin.
- Triton

## Dwergplaneten

### Ceres
Genoemd naar Ceres, de Romeinse godin van de landbouw.

### Pluto
Genoemd naar Pluto, de Romeinse god van de onderwereld. Sinds 2006 wordt Pluto niet meer als planeet geclassificeerd.

#### manen van Pluto
- Charon: genoemd naar de veerman Charon uit de Griekse mythologie die de doden naar het dodenrijk bracht.
- Hydra: een hydra was in de Griekse mythologie een waterslang. De voorlopige aanduiding was S/2005 P 1.
- Nix: Nyx was in de Griekse mythologie de godin van de nacht. De voorlopige aanduiding was S/2005 P 2.

### Eris
Genoemd naar Eris, de Griekse godin van de tweedracht en strijd. De voorlopige naam was 2003 UB313.

#### manen van Eris
- Dysnomia: genoemd naar Dysnomia, godin van de wetteloosheid en dochter van Eris.

## Transneptunische objecten
- Chaos
- Huya
- Ixion
- Sedna
- Quaoar
- Orcus
- Varuna
- 1993 SB: Dit is een voorlopige aanduiding.
- 1993 SC: Dit is een voorlopige aanduiding.
- 1993 RO: Dit is een voorlopige aanduiding.
- 1996 TL66: Dit is een voorlopige aanduiding.
- Aya: Dit is een voorlopige aanduiding.
- 2002 TC302: Dit is een voorlopige aanduiding.

## Sterren
- Algol: betekent 'duivel', vermoedelijk omdat de ster een veranderlijke magnitude heeft.
- Arcturus: Arcturus komt uit het Grieks en betekent "hoeder der beren", omdat hij op een bepaalde lijn vanaf de Grote Beer staat.
- Antares: (Grieks: αντε Αρες) Antares is Grieks voor 'gelijkend op Mars/Ares'.
- Betelgeuze: Bait al Djusa, oksel van de reus (namelijk van Orion)
- Castor: een van de mythologische tweelingbroers Castor en Pollux
- Pollux: een van de mythologische tweelingbroers Castor en Pollux
- Poolster (Polaris): staat in de buurt van de hemelpool
- Sirius: (Grieks: σειριος) Seirios is Grieks voor 'glimmend'
- Spica: spica is Latijn voor 'korenaar'.